# Terje Thorslund
Terje Thorslund (né le 15 mars 1945 à Stockholm) est un athlète norvégien spécialiste du lancer de javelot. Licencié au Nittedal IL, il mesure 1,92 m pour 97 kg.

## Biographie
Il remporte par trois fois les championnats de Norvège au javelot, en 1976 (81,74 m), 1977 (80,62 m) et 1979 (85,74 m à Larvik, record personnel).

### Palmarès
| Date | Compétition           | Lieu     | Résultat | Performance |
| ---- | --------------------- | -------- | -------- | ----------- |
| 1974 | Championnats d'Europe | Rome     | 3e       | 83,68 m     |
| 1976 | Jeux olympiques d'été | Montréal | 10e      | 78,24 m     |

### Records
| Épreuve           | Performance | Lieu   | Date      |
| ----------------- | ----------- | ------ | --------- |
| Lancer de javelot | 85,74 m     | Larvik | Août 1979 |